# 水島大宙
水島 大宙（みずしま だいちゅう、1976年6月14日 - ）は、日本の男性声優、歌手。神奈川県藤沢市出身。フリー。本名・旧芸名は水島 大宙（みずしま たかひろ）。
代表作は、『コードギアス 反逆のルルーシュR2』（ロロ・ランペルージ）、『ましろ色シンフォニー』（瓜生新吾）、『瀬戸の花嫁』（満潮永澄）など

## 来歴
元陸上自衛官。陸上自衛隊生徒第38期生として全寮制の男子校である陸上自衛隊少年工科学校に入校。1994年に同校を卒業。在学当時は「ご苦労様です」と挨拶していたとのことである。
ある日、話題になっていた劇場版アニメを観に行って、それまであまり意識しないで観ていたアニメ作品、吹き替えなどで活躍していた職業としての声優を認識するようになって魅了されていったという。
1999年に海外ドラマの吹き替えでデビュー。
2000年ごろにぷろだくしょんバオバブに所属。2011年5月末でぷろだくしょんバオバブを退所し、6月よりアクセルワン所属になる。数ヶ月前より事前に両会社と打ち合わせを済ませていた。2012年からは、アクセルワン直属の養成所「アクセルゼロ」の講師も務めていた。
2014年より、TAKA名義で音楽活動の開始が予告され、同年3月に1stミニアルバム『Reflection』にて歌手デビューを果たした。
2022年4月1日、自身のTwitterで同年3月31日をもってアクセルワンを退所し、フリーで活動するとともに、活動名義の読みを本名の「みずしまたかひろ」から「みずしまだいちゅう」に変更することを発表した。

## 人物・エピソード
声優としては、アニメ、外画吹き替えなどで活躍。
気弱な男子から2枚目ヒーロー役まで幅広く演じている。
大宙を音読みして「だいちゅう」とよく呼ばれ、愛称にもなっている。家では長毛種のネコを飼っている。
普通自動車運転免許、大型二輪免許、銃剣道初段の資格を持つ。趣味・特技はツーリング、ドライブ。
岸尾だいすけとのコンビ「だいず」としてイベント活動などでも活躍している。声優ユニットDROPSの裏ユニット「バックドロップ」としても二人で組むなど事務所を越えた繋がりがある。
野川さくらや田中理恵とも仲が良い。小野大輔とは小野が声優になる前からの知り合いであり、10年以上の付き合いになる。そのため、小野は後輩だが「だいちゅう（または「だいちゅうさん」）」と呼んでいる。

## 出演
太字はメインキャラクター。

### テレビアニメ
2000年
- 幻想魔伝 最遊記（百眼魔王の手下）
- ワイルドアームズ トワイライトヴェノム（兵士C）

2001年
- 学園戦記ムリョウ（宮ノ森中部員B）

2002年
- 朝霧の巫女（天津忠尋）
- Weiß kreuz Glühen
- Witch Hunter ROBIN（ウィッチ、警備員）
- 激闘!クラッシュギアTURBO（ルドルフ・シュタイナー）
- 最終兵器彼女（兵士A）
- G-onらいだーす（バンカラ、男子C）
- FF：U 〜ファイナルファンタジー:アンリミテッド〜（TVの声B）
- フォルツァ!ひでまる（ゴルボ）
- プリンセスチュチュ（ミーアキャット郎）
- 炎の蜃気楼（監視員2）

2003年
- 宇宙のステルヴィア（音山光太）
- クラッシュギアNitro（牛乳屋）
- 出撃!マシンロボレスキュー（守山）
- スクラップド・プリンセス（クリストファ・アーマライト〈クリス〉）
- D・N・ANGEL（エリオット）
- ヒカルの碁（中国棋院プロ）
- フルメタル・パニック? ふもっふ（小島）
- ポポロクロイス（ビリー）
- マーメイドメロディー ぴちぴちピッチ（ナンパ男A）

2004年
- SDガンダムフォース（ブルードーガ）
- 陰陽大戦記（2004年 - 2005年、香美屋リュージ、柊のトウベエ）
- ごくせん（木下）
- この醜くも美しい世界（竹本タケル）
- 砂ぼうず（水田渡）
- PAPUWA（名古屋ウィロー）
- 火の鳥（アダム）
- ポケットモンスター アドバンスジェネレーション（フウ）
- マーメイドメロディー ぴちぴちピッチ ピュア（天城リヒト）
- 名探偵コナン（2004年 - 2022年、日原誠人 / 屋田誠人、ミスター・ピンプル、権野太郎、樋口正樹、丸尾淳治 他）
- モンキーターン（選手）

2005年
- まじかるカナン（ハヅナ）
- メジャー（2005年 - 2009年、西中選手、笠倉、ロムス、スターク、黒場 他） - 2シリーズ

2006年
- 学園ヘヴン BOY'S LOVE HYPER!（小澤渉）
- 女子高生 GIRLS-HIGH（下高谷孝則）
- TOKYO TRIBE2（書記長）
- バーテンダー（佐々倉溜）
- 爆球Hit! クラッシュビーダマン（美吉数馬）
- 働きマン（編集者B）

2007年
- 一騎当千 シリーズ（2007年 - 2010年、張遼文遠） - 2シリーズ
- キミキス pure rouge（2007年 - 2008年、相原一輝）
- 月面兎兵器ミーナ（佐々木流）
- さよなら絶望先生（2007年 - 2009年、久藤准、たかし、元・関内太郎、芳賀、呂羽須夫、鯖江、きよひこ 他） - 3シリーズ / 第3期第10話のイラストも担当
- 瀬戸の花嫁（満潮永澄）
- D.Gray-man（ボブ）
- 天元突破グレンラガン（テツカン、ギンブレー）
- ロミオ×ジュリエット（ロミオ）

2008年
- ARIA The ORIGINATION（アンリ）
- コードギアス 反逆のルルーシュR2（ロロ・ランペルージ）
- ゴルゴ13（リッチー）
- 地獄少女 三鼎（犬尾篤志）
- 絶対可憐チルドレン（豚郎）
- TYTANIA -タイタニア-（エルウィン・ライザー）
- のらみみ（アスナロ）
- ひだまりスケッチ シリーズ（2008年 - 2012年、ゆのの父、男性タレント、霊能者） - 3シリーズ
- モノクローム・ファクター（立山紅葉）
- ヤッターマン（綱吉）
- 我が家のお稲荷さま。（高上昇）

2009年
- あたしンち（店員A）
- アラド戦記〜スラップアップパーティー〜（アルベルト）
- イナズマイレブン（2009年 - 2011年、基山ヒロト / グラン、ネネル）
- 忍たま乱太郎（智吉〈初代〉、忍術塾の塾生A）
- ミラクル☆トレイン〜大江戸線へようこそ〜（秀明）

2010年
- SDガンダム三国伝 Brave Battle Warriors（張梁メッサーラ）
- Angel Beats!（高松）
- クレヨンしんちゃん / SHIN-MEN（2010年 - 2022年、ウィンドSHIN-MENヒュー、男性C、インストラクター、怪人ハリウッド、ヨルノチョー 他）
- ご姉弟物語（妙珍、歌のおにいさん）
- GIANT KILLING（椿大介）
- スティッチ! 〜ずっと最高のトモダチ〜（2010年 - 2011年、ヘルツドーナツ、カップル男、ロボ、スワッパー、チームメイトA）
- 世紀末オカルト学院（内田文明）
- 閃光のナイトレイド（村沢中尉）

2011年
- うさぎドロップ（彼氏）
- カードファイト!! ヴァンガード（2011年 - 2020年、美童キリヤ） - 5シリーズ
- ギルティクラウン（寒川谷尋）
- GOSICK -ゴシック-（木こり）
- 電波女と青春男（中島）
- ぬらりひょんの孫 千年魔京（雨造）
- HIGH SCORE（柴田秋良、眼鏡君、空手部員A）
- べるぜバブ（2011年 - 2012年、古市貴之）
- Persona4 the ANIMATION（2011年 - 2014年、ガソリンスタンドの店員） - 2シリーズ
- ましろ色シンフォニー（瓜生新吾）

2012年
- イナズマイレブンGO（基山ヒロト）
- 妖狐×僕SS（童辺あゆむ）
- エリアの騎士（西島茂夫、八雲高次）
- 恋と選挙とチョコレート（辰巳茂平治）
- ココロコネクト（八重樫太一）
- この中に1人、妹がいる!（田中）
- PSYCHO-PASS サイコパス（御堂将剛）
- ソードアート・オンライン（シンカー）
- DOG DAYS シリーズ（2012年 - 2015年、キャラウェイ・リスレ） - 2シリーズ
- 謎の彼女X（尾形）
- はぐれ勇者の鬼畜美学（田中）
- 武装神姫（2011年 - 2012年、理比理人）

2013年
- 銀の匙 Silver Spoon（2013年 - 2014年、大川進英） - 2シリーズ
- たまごっち! みらくるフレンズ（2013年 - 2014年、スマートっち）
- ダンボール戦機WARS（古城タケル）
- 波打際のむろみさん（向島拓朗〈たっくん〉）
- WHITE ALBUM2（北原春希）
- 恋愛ラボ（凪野智史）
- リトルバスターズ!（相川）

2014年
- 金田一少年の事件簿R（霜村生馬）
- 人生相談テレビアニメーション「人生」（石川貴雄）
- テラフォーマーズ（蛭間六郎）
- ハマトラ（伊藤貴弘）
- ヒーローバンク（嵐山リョウタ）

2015年
- 暁のヨナ（チョルラン）
- 暗殺教室（2015年 - 2016年、竹林孝太郎） - 2シリーズ
- 冴えない彼女の育てかた（直人）
- Charlotte（高城丈士朗、スカイハイ斎藤）
- 美男高校地球防衛部LOVE!（三つ子A、三つ子B、三つ子C）
- ふうせんいぬティニー（コウモリ）
- FAIRY TAIL（テンペスター）
- まじっく快斗1412（男優）

2016年
- あおおに〜じ・あにめぇしょん〜（2016年 - 2017年、たくろう）
- 蒼の彼方のフォーリズム（白瀬隼人）
- コンクリート・レボルティオ〜超人幻想〜THE LAST SONG（若村一勇）
- 侍霊演武:将星乱（孫宸）
- デジモンユニバース アプリモンスターズ（ロープレモン）
- パズドラクロス（2016年 - 2018年、トーリエ）
- ハルチカ〜ハルタとチカは青春する〜（ベンジャント）
- 美男高校地球防衛部LOVE!LOVE!（チョコレート怪人A〜G）
- ベイブレードバースト（銀刃オロチ）
- 僕だけがいない街（白鳥潤）
- 私がモテてどうすんだ（芹沼拓郎）

2017年
- フューチャーカード バディファイトX（2017年 - 2018年、結晶竜アトラ / 天晶竜 アルドアトラ、ベンジョーはかせ） - 2シリーズ
- 境界のRINNE（新入社員の霊）
- 鬼灯の冷徹（2017年 - 2018年、蓬） - 2シリーズ
- トミカハイパーレスキュー ドライブヘッド 機動救急警察（黒江田隼）

2018年
- イナズマイレブン アレスの天秤（2018年 - 2019年、基山タツヤ） - 2シリーズ
- Fate/EXTRA Last Encore（ガウェイン）
- パズドラ（2018年 - 2025年、トモ、サメジャナイ星人、偽札男、スタレ、美術教師）
- メルクストーリア -無気力少年と瓶の中の少女-（パリストス）
- 叛逆性ミリオンアーサー（2018年 - 2019年、眼鏡アーサー） - 2シリーズ

2019年
- グリムノーツ The Animation（ロキ、船員A、住民E）
- マヌ〜ルのゆうべ（ボーゼ 他）
- Fate/Grand Order -絶対魔獣戦線バビロニア-（シャーロック・ホームズ）

2020年
- 地縛少年花子くん（2020年 - 2025年、日向夏彦） - 3シリーズ
- 富豪刑事 Balance:UNLIMITED（ヒロシ）
- 神様になった日（実況アナウンサー、高城丈士朗〈友情出演〉）

2021年
- 天地創造デザイン部（虫部）
- かげきしょうじょ!!（バスの男 / 港の男 / 謎の男 / 北大路幹也）
- 東京リベンジャーズ（チョメ）
- 出会って5秒でバトル（瀬戸口勇気）
- 逆転世界ノ電池少女（メガネ）

2022年
- かぎなど Season2（高松）
- アキバ冥途戦争（メイドフェス司会者）

2023年
- D4DJ All Mix（りんくの父）
- 青のオーケストラ（菊池努）
- 放課後少年花子くん（2023年 - 2024年、日向夏彦、牛鬼、フランケンシュタインのベルボーイ〈夏彦〉） - 2シリーズ

2024年
- 真夜中ぱんチ（鉄鍋のケン）

### 劇場アニメ
2000年代
- パルムの樹（2002年、ゲリラ）
- 犬夜叉 天下覇道の剣（2003年）
- 劇場版MAJOR メジャー 友情の一球（2008年、アナウンス）
- 8月のシンフォニー -渋谷2002〜2003（2009年、中井文人）

2010年代
- 銀幕ヘタリア Axis Powers Paint it, White（白くぬれ!）（2010年、フィンランド）
- 劇場版イナズマイレブン 最強軍団オーガ襲来（2010年、基山ヒロト）
- 劇場版イナズマイレブンGO vs ダンボール戦機W（2012年、吉良ヒロト）
- AURA 〜魔竜院光牙最後の闘い〜（2013年、どりせん）
- イナズマイレブン 超次元ドリームマッチ（2014年、グラン）
- 青鬼 THE ANIMATION（2017年、村上章一郎）
- コードギアス 反逆のルルーシュ II・III（2018年、ロロ・ランペルージ） - 2作品
- 映画 ドライブヘッド〜トミカハイパーレスキュー 機動救急警察〜（2018年、黒江田隼）

2020年代
- 劇場版BEM〜BECOME HUMAN〜（2020年、チャーリー）
- 劇場版 Fate/Grand Order -神聖円卓領域キャメロット-（2020年 - 2021年、ガウェイン） - 前後編
- クレヨンしんちゃん 謎メキ!花の天カス学園（2021年、増尾くん）

### OVA
2000年代
- みずいろ（2002年、男子生徒A）
- 天罰エンジェルラビィ☆（2004年、ルカ）
- ねとらん者 THE MOVIE（2004年、ひろゆき）
- 洗濯屋しんちゃん（2007年、大橋信二）
- 獄・さよなら絶望先生（2008年、久藤准）
- 瀬戸の花嫁OVA（2008年 - 2009年、満潮永澄）

2010年代
- 瀬戸の花嫁　否苦炒亜怒羅魔 極道の妻 KEJIME（2010年、満潮永澄）
- こえでおしごと! The ANIMATION（2010年、横山雪平）
- べるぜバブ 〜拾った赤ちゃんは大魔王!?〜（2010年、古市貴之） - ジャンプスーパーアニメツアー'10上映作品
- ショコラの魔法 〜ムラング・オ・ショコラ 悲しみの旋律〜（2011年、大槻英次） - 『ちゃお』2011年4・5月号付録DVD
- コードギアス 反逆のルルーシュ ナナリーinワンダーランド（2012年、ロロ・ランペルージ）
- 波打際のむろみさん（2013年、向島拓朗） - コミックス第9巻DVD付特装版
- 姉ログ（2014年 - 2015年、近衛彰） - コミックス第5・6・7巻DVD付限定版
- コードギアス 亡国のアキト 最終章「愛シキモノタチヘ」（2016年、ロロ）
- イナズマイレブン Reloaded（2018年、基山タツヤ）

2020年代
- Fate/Grand Carnival（2021年、ガウェイン）

### Webアニメ
2000年代
- ヘタリアシリーズ（2009年 - 2021年、フィンランド、ぽこ田ぽこ造、スペイン上司、ヒョウ、ポチくん 他） - 7シリーズ
- おんたま!（2009年、氷上恭介）

2010年代
- 武装中学生（2011年、滝沢智則）
- ニンジャスレイヤー フロムアニメイシヨン（2015年、スキャッター）
- 暗殺教室 第2期 課外授業編（2016年、竹林孝太郎）
- イナズマイレブン アウターコード（2016年、基山タツヤ）
- 殺せんせーQ!（2016年、竹林孝太郎、村人）
- トミカハイパーレスキュー ドライブヘッド 機動救急警察 2018（黒江田隼）
- B: The Beginning（2018年、リリィ兄）
- ケンガンアシュラ（2019年 - 2023年、河野春男） - 3シリーズ

2020年代
- ニンジャラ 美しき侵入者（2020年、ボブ）
- イロナス（2022年、咲峰俊之）
- Fate/Grand Order 藤丸立香はわからない（2022年 - 2025年、シャーロック・ホームズ、ガウェイン） - 3シリーズ + 特別編2作品

### ゲーム
2004年
- 宇宙のステルヴィア（音山光太）
- THE 推理 〜そして誰もいなくなった〜（カッパ）
- ベルセルク 千年帝国の鷹編 聖魔戦記の章（セルピコ）

2005年
- 修業旅行〜古都迷走地図〜（南部章平）
- デュエルセイヴァー デスティニー（セルビウム・ボルト）

2006年
- 機動戦士ガンダム スピリッツオブジオン（ジオン通信兵）
- きみとスタディ（藤代稜）
- THE どこでも推理〜IT探偵：全68の事件簿〜（玉淵）
- ロックマンゼクス（モデルX）

2007年
- SDガンダム GGENERATION（2007年 - 2025年、レーン・エイム、シェルド・フォーリー〈WORLD - 〉 他） - 7作品
- ガンダム バトルクロニクル
- 少年陰陽師 翼よいま、天（そら）に還れ（越影）
- プリンセスメーカー5（アスパル）
- 星色のおくりもの（稲船隆志）
- ロックマンゼクス アドベント（ライブメタル・モデルX）

2008年
- エーデルブルーメ（コンラッド・バートリ）
- カヌチ 白き翼の章（イズサミ・ヤスナ）
- ガンダムバトルユニバース
- クロスエッジ（伊集院冬夜）
- コードギアス 反逆のルルーシュ R2 盤上のギアス劇場（ロロ・ランペルージ）
- ジグソーワールド 大激闘! ジグバトル・ヒーローズ（ムテキッド）
- School Days L×H（桂明博）
- スターオーシャン2 Second Evolution（ノエル・チャンドラー）
- テイルズ オブ ハーツ（アーメス）
- 星色のおくりもの Portable（稲船隆志）

2009年
- アルコバレーノ!（早乙女仁吉）
- イナズマイレブンシリーズ（2009年 - 2010年、グラン / 基山ヒロト） - 2作品
- 俺がオマエを守る（ヴェルス）
- カヌチ 黒き翼の章（イズサミ・ヤスナ）
- 蒼天の彼方（朱偉）
- テイルズ オブ グレイセス（ヒューバート・オズウェル）

2010年
- アルコバレーノ! ポータブル（早乙女仁吉）
- 絶対迷宮グリム 〜七つの鍵と楽園の乙女〜（ルートヴィッヒ・グリム）
- テイルズ オブ グレイセス エフ（ヒューバート・オズウェル）
- DIVINA
- PANDORA 君の名前を僕は知る（ユウキ・ベレスフォード）
- Fate/EXTRA（セイバー〈ガウェイン〉）
- メタルファイト ベイブレード ポータブル 超絶転生! バルカンホルセウス（ネフティース）
- Le Ciel Bleu 〜ル・シエル・ブルー〜（聖霊ハルト）

2011年
- イナズマイレブン ストライカーズ（2011年 - 2012年、基山ヒロト / グラン、ネネル、オキッド） - 3作品
- イナズマイレブンGO シャイン / ダーク（吉良ヒロト）
- クレヨンしんちゃん 宇宙DEアチョー!? 友情のおバカラテ!!
- 絶対迷宮グリム・ディレクターズカット版 〜七つの鍵と楽園の乙女〜（ルートヴィッヒ・グリム）
- 次の犠牲者をオシラセシマス（森崎昇）
- fortissimo EXA//Akkord:Bsusvier（皇樹龍一）

2012年
- 神さまと恋ゴコロ（高梨久遠）
- ココロコネクト ヨチランダム（八重樫太一）
- 第2次スーパーロボット大戦Z 再世篇（ロロ・ランペルージ）
- D.C.III 〜ダ・カーポIII〜（イアン・セルウェイ）
- 華アワセ（百歳）
- WHITE ALBUM2 幸せの向こう側（北原春希）
- 恋愛上等イケメン学園 for GREE（吾妻佑）

2013年
- D.C.III Plus 〜ダ・カーポIII プラス〜（イアン・セルウェイ）
- たまごっち!せーしゅんのドリームスクール（スマートっち）
- ダンボール戦機ウォーズ（古城タケル）
- テイルズ オブ ハーツ R（アーメス・ウォン、ヒューバート・オズウェル）
- Fate/EXTRA CCC（ガウェイン）
- ボーイフレンド（仮）（遊馬百汰）
- 魔王信長 乱世に萌ゆ（森蘭丸）
- 楽園男子（名張秋彦）

2014年
- あかやあかしやあやかしの（椿灯吾）
- あやかしごはん（伊吹萩之介）
- Kadenz fermata//Akkord：fortissimo（皇樹龍一）
- 機動戦士ガンダム エクストリームバーサス（2014年 - 2016年、レーン・エイムラ） - 3作品

2015年
- Angel Beats! -1st beat-（高松）
- クイズRPG 魔法使いと黒猫のウィズ（トキオ・ネジヅカ）
- SA7 SILENT ABILITY SEVEN（橘理人）
- ザクセスヘブン（薄倉静、雫石虎千代）
- SWEET CLOWN 〜午前三時のオカシな道化師〜（ケイファ）

2016年
- 蒼の彼方のフォーリズム（白瀬隼人）
- APRIL（メイ）
- グリムノーツ（ロキ、ハインリヒ、モーリア・サビレ、イグニス・ヴェルフレイム、浦島太郎、カオス・イグニス、シャドウ・ハインリヒ）
- 彗星のアルナディア（ギルフォード）
- ブレス オブ ファイア6 白竜の守護者たち（男性主人公）
- ベイブレードバースト（銀刃オロチ）
- 暗殺教室 アサシン育成計画!!（竹林孝太郎）
- Fate/Grand Order（2016年 - 2023年、ガウェイン、シャーロック・ホームズ） - 2作品
- Fate/EXTELLA（2016年 - 2018年、ガウェイン） - 2作品

2017年
- スーパーロボット大戦V（レーン・エイム）
- キャプテン翼 〜たたかえドリームチーム〜（シェスター）
- ワガママハイスペック（猪狩雅人）
- 妖怪ウォッチ ぷにぷに（グラン）

2018年
- フューチャーカード バディファイト 誕生!オレたちの最強バディ!（アトラ）
- テイルズ オブ ザ レイズ（ヒューバート）
- 白猫プロジェクト（ルーファス・マイクロフト）
- ベイブレードバースト バトルゼロ（銀刃オロチ）
- 機動戦士ガンダム エクストリームバーサス2（2018年 - 2025年、レーン・エイム） - 4作品
- 夢間集（天琊剣）

2019年
- スターオーシャン:アナムネシス（ノエル・チャンドラー）

2020年
- Shadowverse（フォレストパトロール、水晶の魔剣士、双砲の神罰・アンヴェルト）

2022年
- コードギアス Genesic Re;CODE（ロロ・ランペルージ）
- 刀剣乱舞無双（赤い覆面の忍び / 真田幸村）
- 東京リベンジャーズ ぱずりべ！全国制覇への道（チョメ）

2023年
- コードギアス 反逆のルルーシュ ロストストーリーズ（2023年 - 2024年、ロロ・ランペルージ）
- D.C.III P.S. 〜ダ・カーポIII プラスストーリー〜（イアン・セルウェイ）
- STAR OCEAN THE SECOND STORY R（ノエル・チャンドラー）

2025年
- 刀剣乱舞 ONLINE（雲次）
- モンスターストライク（ロロ・ランペルージ）
- プロミス・マスコットエージェンシー（マイク・ミラー）

### 同人ゲーム
- はじめてのノベルゲーム（2016年、ひとし[94]）

### ドラマCD
- アイドルマスター relations 対決! アイドルファイトクラブ（プロデューサー）※単行本第1巻初回限定版特典ドラマCD
- あかやあかしやあやかしの シリーズ（椿灯吾）
  - あかやあかしやあやかしの アンソロジードラマCD1「かくれんぼ」
  - あかやあかしやあやかしの アンソロジードラマCD2「かげふみあそび」
  - あかやあかしやあやかしの ドラマCD
- 『アクセル・ワールド』+『ソードアート・オンライン』ドラマCD（司会者）
- 兄友（西野壮太） ※花とゆめ 2016年19号付録ドラマCD[95]
- 姉ログ（近衛輝）※コミックス第2巻ドラマCD付き特別版[96]
- 勤しめ! 仁岡先生 スクエニ4コマ×3フェア「オリジナルドラマCD」（仁岡隆志）
- 俺様ティーチャーシリーズ （早坂）
  - 俺様ティーチャー ウキウキ&heats;ドラマCD応募者全員サービス
  - 俺様ティーチャー ドラマCD第2弾 ※2012年19号付録
  - 俺様ティーチャー ドラマCD第3弾 ※2013年5号付録
- 俺フェチ いちごちゃん気をつけて!（西村カズ）
- 陰陽大戦記 スペシャルサウンドトラック 虎の巻（香美屋リュージ）
- ガッツバトラーG（だいず男爵）
- 瀬戸の花嫁シリーズ（満潮永澄）
- キミキス シリーズ（相原光一）
- 月刊少女野崎くん（友田[97]）
- 恋姫†無双 〜ドキッ☆乙女だらけの三国志演義〜（北郷一刀）
  - 恋姫†無双 覇王プロジェクト〜ハオプロ〜 ☆蜀軍合唱の陣
  - 恋姫†無双 覇王プロジェクト〜ハオプロ〜 ☆魏軍合唱の陣
  - 恋姫†無双 覇王プロジェクト〜ハオプロ〜 ☆呉軍合唱の陣
  - 恋姫†無双 覇王プロジェクト〜ハオプロ〜 ☆董軍合唱の陣
  - 恋姫†無双 覇王プロジェクト〜ハオプロ〜 ☆ユニットの陣 ドS組・ドM組
- コードギアス 反逆のルルーシュR2 Sound Episode シリーズ（ロロ・ランペルージ）
- 告白マカロン creamy（葵）
- この男子、悪人と呼ばれます。（K[98]）
- ココロコネクト シリーズ（八重樫太一）
  - ココロコネクト 夏と水着と暴風雨
  - ココロコネクト 春とデートと妹ごっこ
- さよなら絶望先生 ドラマCD 絶望劇場（久藤准、マスクマン、闇金業者、ニート、ヒーローA）
- 銀のヴァルキュリアス（ティト）
- Season ─ 四季 ─（千晶、涼）
- JADE（翡翠）
- 少年メイド（鷹取円）※コミックス第6巻ドラマCD付き特装版[99]
- 女子高生 GIRL'S-HIGH キャラクターソング&ドラマ（下高谷孝則）
- 私立クレアール学園 生徒会事件簿〜忘却の会長〜（宮澤基）
- 真・女神転生 III NOCTURNE（沖浦涼吾）
- セイント・ビーストOthers 全3巻（カナン・パルマ）
- バラエティドラマCD 絶対迷宮グリム 〜七つの鍵と楽園の乙女〜 シリーズ（ルートヴィッヒ・グリム）
  - 〜森に隠れた月の館〜
  - 〜危険な魔法の毒林檎!?〜
- 戦国IXA ドラマCD -絆-（今川義元）
- Doubt（西崎和幸）
- 超無気力戦隊ジャパファイブ（油実実 / ジャパ・イエロー）
- dear シリーズ（昴・ハーネスト）
  - dear 【ディア】
  - dear 〜ディア〜 A story of the next day
- 天使1/2方程式（高垣太一）※コミックス第4巻ドラマCD付初回限定版[100]
- 天正やおよろず（弘作）
- 東京探偵姫〜残光の剣士・沖田総司（村瀬七緒）
- ニンジャスレイヤー マグロ・アンド・ドラゴン（スキャッター） ※先着特典「ニンジャスレイヤーはじめてセット / はじめてカード」収録『ボーン・イン・レッド・ブラック』
- NOBU シリーズ（三成）
  - HIDE
  - NOBU学園〜二限目〜
- HoneyComing〜one more chime!〜（緒方光一郎）
- Drama CD 薔薇嬢のキス〜rose1・2〜（鳴海イツシ）
- 半分の月がのぼる空 looking up at the half-moon Vol.1 - 5（戒崎裕一）
- BL探偵外篇5・ダイサクマンズ（松倉大作）
- Fateシリーズ（ガウェイン）
  - Sound Drama Fate/EXTRA[101]
  - Fate/stay night Original Soundtrack & Drama CD Garden of Avalon - glorious, after image[102]）
  - 劇場版 Fate/Grand Order -神聖円卓領域キャメロット- 後編 Paladin; Agateram 豪華版パンフレット付属「Character Radio CD」（2021年）
- フルムーンジョーカー（望月栄）
- ヘタリア ドラマCD vol.2（フィンランド）
- ヘタリア ドラマCD vol.3北欧ファイブ（フィンランド）
- 星色のおくりもの シリーズ（稲船隆志）
  - 星色のおくりもの キャラクターソング&ドラマCD 〜鳴滝誠悟〜
  - 星色のおくりもの キャラクターソング&ドラマCD 〜明戸紳〜
  - 星色のおくりもの キャラクターソング&ドラマCD 〜鳴滝宗哉〜
  - 星色のおくりもの キャラクターソング&ドラマCD 〜稲船隆志〜
- ましろ色シンフォニー シリーズ（瓜生新吾）
  - ましろ色シンフォニー オリジナルドラマCD 第1巻 瀬名愛理編「どてら、もう一着」
  - ましろ色シンフォニー オリジナルドラマCD 第2巻 瓜生桜乃編「にちようびには手をつないで」
  - ましろ色シンフォニー オリジナルドラマCD 第3巻 アンジェリーナ・菜夏・シーウェル編「天使には祝福のまぶしさを」
  - ましろ色シンフォニー オリジナルドラマCD 第4巻 天羽みう編「春はお餅のやけごろ」
- みかにハラスメント（南龍彦）
- MR. シリーズ（ラズ）
  - MR.MORNING
  - MR.APPLICANT
- メガネブ! シリーズ（鎌谷光希）
  - メガネブ! ドラマCD Vol.1
  - メガネブ! ドラマCD Vol.2 スケスケメガネについて本気出して考えてみた
  - メガネブ! ドラマCD Vol.3 愛か世界かスケスケメガネか?!
- ドラマCD「女神異聞録デビルサバイバー」（主人公）
- ラブ・ベリッシュ!（宮城紺）
- REMASTERED TRACKS ROCKMAN ZERO Telos（サイバーX）
- 恋愛上等イケメン学園 シリーズ（吾妻佑）
  - 恋愛上等イケメン学園
  - 恋愛上等イケメン学園2 -さよなら冴島先生-

### BLCD
- 愛してないと云ってくれ（坂下）
- 愛と欲望は学園で3（壬白仟迷）
- 愛は薔薇色のキス（海人）
- 院内感染（橘想）
- ウラカレ（綿貫翔）
  - ウラカレ 〜Second Season〜 第二弾B/キラキラ王子 綿貫翔編（綿貫翔）
- 英国妖異譚（マイケル・サンダース）
- オープン・セサミ（スタッフ）
- お仕事ください!（紫堂大輔）
- オトコ心（篠宮準）
- 可愛いひと。VI（榎園悠紀也）
- 草の冠 星の冠（梅）
- 契約 シリーズ（斎和嘉）
  - 紳士協定を結ぼう!
  - 主従契約を結ぼう!
- 恋泥棒を捜せ!（藤吉）
- コイノイロ（ナオ）
- 恋の心に黒い羽（阪下）
- こんな男は愛される（小嶋圭一）
  - 愛の言葉も知らないで（小嶋圭一）
- 締め切りのその前に!?（伊川愁）
- 17才の密かな欲情（朝生凛）
- 信号機 シリーズ（田中ムラジ）
  - アオゾラのキモチ -ススメ-
  - オレンジのココロ -トマレ-
- 真空融接（ハネス）
- 捨て猫の家（フィル）
- セカンド・セレナーデ（林田）
- その唇をひらけ（花村嘉一）
- 小さな恋のメロディ（中沢巽）
- チョコレート・キス（加納伸哉）
- 散る散る、満ちる（高橋比呂）
- 月宿る（藤沢）
- 隣りの（沢田）
- 都立魔法学園（高木司）
- 2乗な恋の駆け引き（瑞紀）
- ハートの隠れ家 1（モモ[103]）
  - ハートの隠れ家 2（モモ）
- バカな犬ほど可愛くて（谷野和己）
- 花嫁はマリッジブルー（麻生拓海）
- 花嫁は夜に散る（ホストクラブ店長）
- 秘密がある シリーズ
  - 男の子には秘密がある（有栖川千早）
  - 片思いには秘密がある（有栖川千早）
  - 寝技には秘密がある（有栖川千早）
- 偏愛プリンス（佐藤浩平）
- 香港恋愛夜曲（サミュエル・曾）
- みづいろとぴんく、それからだいだい。（瑞木）
- メガネばくだん（咲屋）
- メランコリック・メローメロー（ユウタ）
- ワルイコトシタイ シリーズ（相川永遠）
  - ワルイコトシタイ
  - 嫌いじゃないけど
  - 悪いコでもイイ?
  - 恋じゃないけど
  - 無慈悲なオトコ
  - ワルイ男でもイイ
  - ワルイ恋人じゃダメ?
  - ワルイ王子でもスキ
  - 素直じゃないけど[104]
- わんことにゃんこ 1 - 3（長谷川篤）

### デジタルコミック
- VOMIC スティール・ボール・ラン（ジョニィ・ジョースター[105]）
- VOMIC べるぜバブ（古市貴之[106]）

### ラジオドラマ
- 富士見ティーンエイジファンクラブ ラジオドラマ SHI-NO・『楽園』（僕）

### オーディオドラマ
- StudioGIW ボイスドラマ Vo1.1（2007年、氷虎デフィス）
- StudioGIW ボイスドラマ Vo1.3（2007年、部将呂坎）
- 2回目のファーストキス（2015年[107]）

### 吹き替え

#### 映画
- 穴
- アメリカン・パイ in バンド合宿（アーニー〈ジェイソン・アールズ〉）
- アンダートウ 決死の逃亡（クリス〈ジェイミー・ベル〉）
- アンツ・イン・ザ・パンツ!（ケビン）
- イケてる私とサエない僕（ジョシュ〈マット・プロコップ〉）
- オーメン 予兆（ダン〈オーラウェッチ・ダヌオン〉）
- カーミットのどろんこ大冒険
- キス★キス★バン★バン
- キッズ・ミッション（ジョニー）
- 禁猟区（マリウス）
- グリンチ ※劇場公開版
- クロニクル（アンドリュー・デトマー〈デイン・デハーン〉）
- ゴスフォード・パーク（ルパート・スタンディッシュ卿〈ローレンス・フォックス〉）
- 小説家を見つけたら（クレイ〈ダミアン・リー〉）
- 白と黒の恋人たち（オーギュスタン）
- SWEET SIXTEEN（サイドキック）
- スクリーム6（イーサン〈ジャック・チャンピオン〉[108]）
- スコット・ピルグリム VS. 邪悪な元カレ軍団（スコット・ピルグリム〈マイケル・セラ〉）
- スター・ウォーズ/イウォーク・アドベンチャー 勇気のキャラバン（メイス〈エリック・ウォーカー〉）※DVD版
- スター・ウォーズ/イウォーク・アドベンチャー 決戦!エンドアの森（メイス〈エリック・ウォーカー〉）※DVD版
- デッドコースター（ローリー・ペータース〈ジョナサン・チェリー〉）※テレビ東京版
- ドルフ・ラングレン IN ディテンション（ミック・アシュトン）
- ハイスクール・ミュージカル/ザ・ムービー（ジミー・ザラ〈マット・プロコップ〉）
- プールサイド・デイズ（ダンカン〈リアム・ジェームズ〉）
- ファイト・バック・トゥ・スクール2（ウォン）
- ブルー・ブルー・ブルー（ジェシー〈ラクラン・ブキャナン〉）
- ボルケーノ ※テレビ版
- 猟奇的な彼女

#### ドラマ
- ER緊急救命室 シーズン10 #14（ディーン〈Coburn Hartsell〉）
- NCIS:LA 〜極秘潜入捜査班 シーズン5 #5（ウィリアム・ギャレット〈エリック・ラディン〉）
- GIRLS/ガールズ（チャーリー〈クリストファー・アボット〉）
- コールドケース4 #1（キャメロン）
- コールドケース6（ピート・スキャネル）
- CSI:科学捜査班 シーズン2 #17（アナンダ〈マーク・ダカスコス〉）
- CSI:マイアミ4（ヘーデン・クルーズ）
- 蒼穹の昴（春児（李春雲）〈ユィ・シャオチュン〉）
- チャームド 〜魔女3姉妹〜 シーズン6 #125
- 犯罪捜査官ネイビーファイル（デレク・ニュートン）
- バンド・オブ・ブラザース
- マルコム in the Middle（ジェローム）

#### アニメ
- おくびょうなカーレッジくん（ナス 他）
- バットマン
- バットマン:ブレイブ&ボールド（ホーク）
- 百妖譜（朱小宝 / 漱金鳥）

### 特撮
- 烈車戦隊トッキュウジャー（2014年、ジャックインザボックスシャドーの声[109]）
- ウルトラシリーズ
  - ウルトラマンタイガ（2019年、チブル星人マブゼの声）
  - ウルトラギャラクシーファイト 運命の衝突（2022年、アストラの声[110]）

### ラジオ
※はインターネット配信。
- 水島大宙・木村まどかの「まどちゅう!」（2008年 - 2010年、声優アニメイト+hm3※）
- ぬこラジ!〜ぬくもりが恋しくなるラジオ〜（2011年 - 2012年、アニメイトTV※）
- 水島大宙・木村良平 ←SIDE BY SIDE→（2014年 - 2016年、文化放送超!A&G+※）

### 朗読CD・ラジオCD
- 月刊男前図鑑 制服編 黒盤（消防士）
- DJCD 水島大宙・木村まどかの「まどちゅう!」〜お料理ちゅう〜
- アニメ『ましろ色シンフォニー』DJCD ぬこラジ！〜ぬくもりが恋しくなるラジオ〜

### 映像商品
- 花の声優界! スター☆ボウリング プロダクション対抗ゲキ投SP
- ACCESS 啓太郎役
- コードギアス 反逆のルルーシュ キセキの誕生日（バースデー）
- 宝探し〜ミライセンシ エピソード0〜in西武園ゆうえんち[111]
- 人狼バトル〜人狼VS勇者〜
- 人狼バトル〜人狼VS英雄〜
- 人狼バトル lies and the truth〜人狼VS王子〜

### その他コンテンツ
- 萌家電（冷蔵庫、給湯器）

## ディスコグラフィ

### シングル
|     | 発売日         | タイトル    | 規格品番                                         |
| --- | -------------- | ----------- | ------------------------------------------------ |
| 1st | 2014年12月19日 | Mirage/Drop | ANI-1204（アニメイト限定盤） MMCC-4397（通常盤） |

### ミニアルバム
|     | 発売日       | タイトル   | 規格品番                                         | 最高位 |
| --- | ------------ | ---------- | ------------------------------------------------ | ------ |
| 1st | 2014年3月5日 | Reflection | ANI-1174（アニメイト限定盤） MMCC-4388（豪華盤） | 239位  |

### キャラクターソング
| 発売日   | 商品名                                                                               | 歌                                 | 楽曲                             | 備考                                                    |
| 2003年   | 2003年                                                                               | 2003年                             | 2003年                           | 2003年                                                  |
| -------- | ------------------------------------------------------------------------------------ | ---------------------------------- | -------------------------------- | ------------------------------------------------------- |
| 7月24日  | 宇宙学園ステルヴィア校 大歌謡祭                                                      | 音山光太（水島大宙）               | 「とっておきの青空」             | テレビアニメ『宇宙のステルヴィア』関連曲                |
| 2007年   |                                                                                      |                                    |                                  |                                                         |
| 1月24日  | Saint Beast Coupling CD series “Others”#2 ジョエル&カナン                            | カナン（水島大宙）                 | 「少年は羽ばたく夢をみる」       | 『セイント・ビーストOthers』関連曲                      |
| 2008年   |                                                                                      |                                    |                                  |                                                         |
| 2月27日  | 瀬戸の花嫁 歌謡全集 仁侠篇                                                           | 政（村瀬克輝）&永澄（水島大宙）    | 「そして仁侠の道」               | テレビアニメ『瀬戸の花嫁』関連曲                        |
| 2月27日  | 瀬戸の花嫁 歌謡全集 人魚篇                                                           | 燦（桃井はるこ）& 永澄（水島大宙） | 「Don’t Worry Be Happy」         | テレビアニメ『瀬戸の花嫁』関連曲                        |
| 8月6日   | コードギアス 反逆のルルーシュ R2 Sound Episode 2                                     | ロロ（水島大宙）                   | 「アラベスク」                   | テレビアニメ『コードギアス 反逆のルルーシュ』関連曲     |
| 12月24日 | 星色のおくりもの キャラクターソング&ドラマCD 〜稲船隆志〜                            | 稲船隆志（水島大宙）               | 「星の影」                       | ゲーム『星色のおくりもの』関連曲                        |
| 2010年   |                                                                                      |                                    |                                  |                                                         |
| 7月30日  | 絶対迷宮グリム 〜七つの鍵と楽園の乙女〜 キャラクターコンセプトCD Vol.4               | ルートヴィッヒ（水島大宙）         | 「おとぎの絵描きルートヴィッヒ」 | ゲーム『絶対迷宮グリム 〜七つの鍵と楽園の乙女〜』関連曲 |
| 2011年   |                                                                                      |                                    |                                  |                                                         |
| 4月6日   | イナズマイレブン キャラクターソングオリジナルアルバム                                | 基山ヒロト（水島大宙）             | 「スターライン」                 | テレビアニメ『イナズマイレブン』関連曲                  |
| 5月25日  | ヘタリア World Series DVD vol.6 初回特典ボーカルCD                                   | フィンランド（水島大宙）           | 「はたふってパレード」           | Webアニメ『ヘタリア World Series』関連曲                |
| 2015年   |                                                                                      |                                    |                                  |                                                         |
| 7月15日  | ボーイフレンド（仮）キャラクターCDシリーズ vol.2 遊馬百汰&東雲巽&皇アラン&瀬名竜之介 | 遊馬百汰（水島大宙）               | 「陽光スマッシュ」               | ゲーム『ボーイフレンド（仮）』関連曲                    |
| 10月7日  | ヘタリア The World Twinkle キャラクターCD Vol.6 フィンランド・エストニア             | フィンランド（水島大宙）           | 「モイモイサウナ♪」              | Webアニメ『ヘタリア The World Twinkle』関連曲           |
| 2016年   |                                                                                      |                                    |                                  |                                                         |
| 6月4日   | Photograph Journey ヴォーカル・コレクション キミに贈る恋のウタ 〜From〜              | リチャード・アルバーン（水島大宙） | 「日の出ずる國へ愛をこめて」     | 『Photograph Journey』関連曲                            |
| 2017年   |                                                                                      |                                    |                                  |                                                         |
| 4月5日   | ボーイフレンド（仮）きらめき☆ノート コンプリートコレクション#01                      | after school guys                  | 「Feel it.」                     | ゲーム『ボーイフレンド（仮）きらめき☆ノート』関連曲     |
| 9月27日  | ボーイフレンド（仮）プロジェクト ミュージックアルバム 藤城学園 #01                   | 3-D                                | 「Summer Magic」                 | ゲーム『ボーイフレンド（仮）きらめき☆ノート』関連曲     |
| 2018年   |                                                                                      |                                    |                                  |                                                         |
| 1月24日  | ボーイフレンド（仮）プロジェクト ミュージックアルバム 藤城学園 #02                   | 遊馬センパイと後輩芳屋             | 「Jump Together!」               | ゲーム『ボーイフレンド（仮）きらめき☆ノート』関連曲     |

### その他参加作品
| 発売日       | 商品名                    | 歌       | 楽曲 | 備考 |
| ------------ | ------------------------- | -------- | --- | ---- |
| 2012年2月8日 | 新・百歌声爛 男性声優編II | 水島大宙 | 「1/3の純情な感情」 「19時のニュース」 「POSITIVE」 「君がいる場所」 「Angel Night〜天使のいる場所〜」 「時の河」 「魂のルフラン」 「恋愛♥ライダー」 「流星ボーイ」 「Winners」 |      |